# X (film, 2022)
Az X 2022-ben bemutatott amerikai misztikus horrorfilm, melynek rendezője, forgatókönyvírója és producere Ti West. 
A főszerepben a kettős szerepet játszó Mia Goth látható, aki egy Maxine nevű fiatal nőt, illetve egy Pearl nevű idős asszonyt alakít. További fontosabb szerepekben Jenna Ortega, Martin Henderson, Brittany Snow, Owen Campbell, Stephen Ure és Scott Mescudi tűnik fel.
A történet középpontjában egy fiatalokból álló csoport áll, akik pornóforgatás céljából összejönnek egy idős házaspár vidéki texasi birtokán, azonban nem tudják, hogy a házaspár komoly fenyegetést jelent számukra.
Az Amerikai Egyesült Államokban 2022. március 18-án mutatták be a mozikban. Általánosságban pozitív visszajelzéseket kapott. A kritikusok dicsérték, ahogyan a film tiszteleg a 20. századi slasher-filmek, különösen az 1974-es A texasi láncfűrészes mészárlás előtt, valamint méltatták Goth, Snow és Ortega alakításait is. 
A filmnek folytatása is készült Pearl címmel, amely szintén 2022-ben jelent meg.

## Cselekmény
1979-ben, a pornóipar aranykorában Maxine Meeks színésznő Texasba utazik producer barátjával, Wayne Gilroy-val, Bobbi Lynn Parker és Jackson Hole színésztársaival, valamint az amatőr filmes RJ-vel és annak barátnőjével, Lorraine Day-jel. Céljuk elkészíteni A farmer lányai című pornófilmet. Megérkeznek egy idős házaspár, Howard és Pearl farmjára, akiknek vendégháza a forgatás helyszíne. Pearl meghívja Maxine-t a házába, ahol a hölgy bánkódik idős kora miatt, féltékenykedik Maxine fiatalságára és megpróbál szexuálisan közeledni hozzá. 
Éjszaka a forgatócsoport egy vendégfogadóban pihen, ahol Lorraine megkérdezi, részt vehet-e a forgatáson. R.J. ellenzi ezt az ötletet és azzal vádolja a csapatot, hogy Lorraine-t filmezésre buzdítják, bár ők az ellenkezőjét bizonygatják neki. Miután leforgattak egy szexjelenetet Lorraine és Jackson között, RJ úgy dönt, otthagyja a társaságot a farmon, amíg azok alszanak. Pearl megállítja őt és megpróbálja elcsábítani. RJ visszautasítja őt, a hölgy ekkor nyakon szúrja egy késsel. Lorraine és Wayne észreveszik RJ eltűnését és a keresésére indulnak. A pajta átkutatása során Pearl megöli Wayne-t, miközben Howard behívja Lorraine-t a házába, azt állítva, nem találja Pearl-t és megkéri, hozzon fel egy zseblámpát a pincéből. Amikor Lorraine elhagyja a pincét, az ajtót zárva találja. A kiutat keresve észreveszi egy mennyezethez kötözött férfi holttestét.
Howard megközelíti a vendégházat és megkéri Jacksont, segítsen neki megtalálni Pearl-t. Jackson talál egy víz alá merült autót a tóban, ami a pincében lévő férfié volt, ezután Howard agyonlövi. Közben Pearl belép a vendégházba, meztelenül lefekszik Maxine mellé és simogatni kezdi. A lány felébred és sikításával felébreszti Bobbi Lynnt, miközben Pearl elmenekül. A farmházban Lorraine egy fejszével tör rést a pinceajtón és ahogy próbálja kinyitni az ajtót, Howard eltöri néhány ujját. Bobby-Lynn követi Pearlt egy közeli tóhoz, és megpróbálja elcsalogatni a víztől a mólón, de Pearl belelöki a tóba, ahol a lányt megöli egy aligátor.
Maxine-nak sikerül kimenekülnie a furgonhoz, ahol megtalálja RJ holttestét és kilyukadt gumiabroncsát. Wayne revolverével felfegyverkezve Maxine bemegy a farmházba, kiszabadítva Lorraine-t, aki Maxine-t hibáztatja a történtekért. Lorraine pánikba esik és kirohan a bejárati ajtón, de Howard egy sörétes puskával végez vele. Amikor Howard és Pearl megpróbálják felemelni Lorraine testét, a hölgy megrándul, amitől Howard megijed, és szívrohamot kap, amibe belehal. Maxine elveszi Howard és Pearl teherautójának kulcsait, megpróbálja lelőni Pearlt, de rájön, a revolver nincs megtöltve. Pearl sörétes puskával lő Maxine-ra, de ő lebukik és a fegyver visszarúgása miatt Pearl kirepül az ajtón. A lány segítségét kéri, de Maxine visszautasítja, és a teherautóval áthajt a fején, majd elhagyja a farmot. Másnap reggel a rendőrök megérkeznek a házhoz, hogy nyomozzanak: megtalálják RJ kameráját, és azon tűnődnek, hogy mi lehet rajta.

## Szereplők
| Színész                  | Szerep               | Magyar hang                 |
| ------------------------ | -------------------- | --------------------------- |
| Mia Goth                 | Maxine Meeks / Pearl | Pekár Adrienn / Bókai Mária |
| Jenna Ortega             | Lorraine Day         | Károlyi Lili                |
| Brittany Snow            | Bobby-Lynne Parker   | Földes Eszter               |
| Scott "Kid Cudi" Mescudi | Jackson Hole         | Pál Tamás                   |
| Martin Henderson         | Wayne Gilroy         | Crespo Rodrigo              |
| Owen Campbell            | RJ Nichols           | Baráth István               |
| Stephen Ure              | Howard               | Katona Zoltán               |
| James Gaylyn             | Dentler seriff       | Bognár Tamás                |
| Simon Prast              | televíziós hittérítő | Dézsy Szabó Gábor           |

## Filmzene
| #   | Cím                      | Megjegyzés(ek)       | Hossz |
| --- | ------------------------ | -------------------- | ----- |
| 1.  | My God                   |                      | 2:10  |
| 2.  | Maxine Meets Pearl       |                      | 1:19  |
| 3.  | Theda                    |                      | 2:36  |
| 4.  | Pearl’s Lullaby          |                      | 1:31  |
| 5.  | Fucking Finally          |                      | 1:14  |
| 6.  | Pearl's Rapture          |                      | 1:20  |
| 7.  | Dolls                    |                      | 3:00  |
| 8.  | Pumping Gas              |                      | 0:20  |
| 9.  | Our Secret               |                      | 3:08  |
| 10. | Use Your Telephone       |                      | 0:52  |
| 11. | We Talked About This     |                      | 2:07  |
| 12. | Nice Girl                |                      | 1:34  |
| 13. | Headlights               |                      | 4:21  |
| 14. | Sorry to Disturb You     |                      | 2:38  |
| 15. | The Cellar               |                      | 1:06  |
| 16. | What is it Baby?         |                      | 1:13  |
| 17. | I Was Young Once         |                      | 3:05  |
| 18. | Tell Me I'm Special      |                      | 3:59  |
| 19. | Maxine Grabs the Gun     |                      | 4:11  |
| 20. | Oui, Oui, Marie          | Chelsea Wolfe (ének) | 6:15  |
| 21. | Bring Our Daughters Home |                      | 1:00  |

## A film készítése
2020 novemberében jelentették be, hogy az A24 gyártja az X című horrorfilmet, amelynek forgatókönyvírója és rendezője Ti West lett, főszereplői pedig Mia Goth, Scott Mescudi (aki egyben vezető producere is) és Jenna Ortega. 2021 februárjában Brittany Snow is csatlakozott a stábhoz.
A forgatás 2021. február 16. és március 16. között zajlott az Északi-sziget Manawatū nevű régiójában. Számos jelenetet Whanganui városában és környékén forgattak. A gyártás túlnyomórészt a Fordell településen lévő farmon zajlott, ahol a produkció részeként egy nagy pajtát is felépítettek. A felvételek a Rangitīkei kerületben található Bulls város közelében is készültek, itt a producerek egy régi városházát használtak fel.
Goth prosztetikus sminket viselt az idős Pearl megjelenítéséhez. Goth így jellemezte élményeit: "Jó 10 órát ültem a sminkes székében, aztán 12 órát töltöttem a forgatáson és a sminkes, Sarah Rubano, aki nagyszerű volt, folyamatosan igazgatott, hogy a kontaktlencséim rendben legyenek, meg minden ilyesmi."

## Bemutató

### Mozi
Premierje a 2022-es South by Southwest (SXSW) fesztiválon volt 2022. március 13-án. Az Egyesült Államokban 2022. március 18-án mutatták be.

### Médiakiadás
2022. április 14-én jelent meg a video on demand szolgáltatásokon (többek között az Apple TV, Amazon Prime Video, Google Play, YouTube és VUDU). Blu-ray és DVD formátumban 2022. május 24-én jelent meg a Lionsgate Home Entertainment forgalmazásában.

## Kapcsolódó művek
2022 márciusában kiderült, hogy a Pearl című előzményfilmet titokban az első filmmel párhuzamosan forgatták. West rendezte és Goth-tal közösen írta a filmet. A forgatás Új-Zélandon zajlott, és a hivatalos bejelentéskor már az utómunkálatok fázisában volt. Goth megismétli szerepét a fiatalabb Pearl szerepében. A projekt készítője az A24, producerei Jacob Jaffke, Harrison Kreiss és Kevin Turen, vezető producerei pedig West, Goth, Mescudi és Sam Levinson voltak. Egy előzetes is látható volt az X utójelenetében, amely csak az észak-amerikai kiadáshoz volt elérhető.
A Pearl 2022. szeptember 16-án került a mozikba Észak-Amerikában, körülbelül hat hónappal az X megjelenése után.
A harmadik részt a sorozatban, a MaXXXine-t nem sokkal a Pearl megjelenése előtt jelentették be, amely az X-ben bemutatott eseményeket követően az 1980-as évek Los Angelesében játszódik és Maxine karakterére fog koncentrálni.

## Fordítás
- Ez a szócikk részben vagy egészben  a   X (2022 film) című angol Wikipédia-szócikk fordításán alapul.  Az eredeti cikk szerkesztőit annak laptörténete sorolja fel. Ez a jelzés csupán a megfogalmazás eredetét és a szerzői jogokat jelzi, nem szolgál a cikkben szereplő információk forrásmegjelöléseként.